# Elephantulus fuscus
Espèce
Statut de conservation UICN

 DD  : Données insuffisantes
Elephantulus fuscus est une espèce de rats à trompe. Les rats à trompe sont de petits mammifères insectivores africains gris-brun à museau pointu.